# Arbeidsmarktfinaliteit
Middelbaar onderwijs met arbeidsmarktfinaliteit of arbeidsfinaliteit, tot de periode 2014-2019 onder de naam beroepssecundair onderwijs (afgekort tot bso), is een onderwijsvorm in het secundair onderwijs in Vlaanderen. Het is een vooral praktische onderwijsvorm, waarin stages en praktijk tot meer dan de helft van het lessenrooster kunnen omvatten. Theoretische vakken dienen hier ter ondersteuning van de praktijk.
Recente inspanningen die een hervorming van het beroepsonderwijs beogen, zijn gebaseerd op drie principes:
- de voorbereiding van leerlingen op een geïntegreerd sociaal leven;
- het aanleren van een beroep op een realistische en concrete wijze;
- het helpen van de leerlingen in de ontwikkeling van hun persoonlijkheid, wat hen moet toestaan  actieve en verantwoordelijke leden van de samenleving te worden.

Zo worden de theoretische vakken (Nederlands, wiskunde, geschiedenis etc.) vaak niet meer als afzonderlijk vak aangeboden, maar in een projectgerichte benadering, waarin de deelvaardigheden geïntegreerd worden, beter bekend als project algemene vakken (PAV).
In de eerste graad van het secundair onderwijs volgen deze leerlingen meestal een 2e beroepsvoorbereidend leerjaar, waar ze kennismaken met enkele beroepenvelden. Vanaf de tweede graad kiezen ze hun eigenlijke studierichting. Het bso leidt naar vele beroepen in zowel het industriële domein (autotechniek, lassen etc.) als in vele andere domeinen: personenzorg, kantoor en verkoop, land- en tuinbouw, bouw, voeding e.a. Het volledige overzicht vindt men op de website van het ministerie. Als de leerling na het zesde jaar nog een 7e specialisatiejaar volgt, behaalt die niet alleen een bijkomende beroepsbekwaamheid, maar ook het "diploma secundair onderwijs", dat ook toegang verleent tot het hoger onderwijs. Dikwijls worden bso-studierichtingen aangeboden door scholen die ook technisch secundair onderwijs (tso) inrichten. Zo kunnen zij gebruikmaken van dezelfde infrastructuur of machines, en kunnen leerlingen die in het tso starten, overstappen naar een aanverwante bso-studierichting die praktischer is, meestal binnen hetzelfde studiegebied. Zo bijvoorbeeld van tso-hotel naar bso-slagerij/bakkerij, of van tso-handel naar bso-kantoor, of van tso-hout-en-bouwtechnieken naar bso-houtbewerking.
Leerlingen die school en werk willen combineren, konden vanaf 15 jaar overstappen naar het deeltijds beroepssecundair onderwijs (dbso).
Voor enkele studierichtingen (verpleegkunde, plastische kunsten en mode) bestaat er ook nog een vierde graad, dus een 7e, 8e en 9e jaar secundair onderwijs, vanaf 2009-2010 omgevormd tot het hoger beroepsonderwijs, of hbo5.